# Diphyus lusitanus
Diphyus lusitanus är en stekelart som först beskrevs av Wesmael 1854.  Diphyus lusitanus ingår i släktet Diphyus och familjen brokparasitsteklar. Inga underarter finns listade i Catalogue of Life.